# Victoria (Kansas)
Victoria is een plaats (city) in de Amerikaanse staat Kansas, en valt bestuurlijk gezien onder Ellis County.

## Demografie
Bij de volkstelling in 2000 werd het aantal inwoners vastgesteld op 1208.
In 2006 is het aantal inwoners door het United States Census Bureau geschat op 1167, een daling van 41 (-3,4%).

## Geografie
Volgens het United States Census Bureau beslaat de plaats een oppervlakte van
1,5 km², geheel bestaande uit land. Victoria ligt op ongeveer 586 m boven zeeniveau.

## Plaatsen in de nabije omgeving
De onderstaande figuur toont nabijgelegen plaatsen in een straal van 28 km rond Victoria.